# نوسان‌ساز باتلر

مدار امیتر-پیرو تک ترانزیستوری

نوسان‌ساز باتلر (به انگلیسی: Butler oscillator) یک نوسان‌ساز کنترل‌شده با کریستال است که از کریستال در نزدیکی نقطه تشدید سری (رزونانس سری) آن استفاده می‌کند. آنها در جایی استفاده می‌شوند که به یک مدار ساده و کم‌هزینه نیاز باشد که بتواند با استفاده از فراتُن‌های یک کریستال و همچنین ایجاد نویز فاز پایین، در فرکانس‌های بالا (>۵۰ مگاهرتز) نوسان کند.
این وسیله توسط باتلر در سال ۱۹۴۶ به عنوان نوسان‌ساز شبکه زمین‌شده (به انگلیسی: earthed grid oscillator)، مشتقی از نوسان‌ساز هارتلی، توصیف شد. همچنین به عنوان نوسان‌ساز پل-T (به انگلیسی: bridged-T oscillator) یا نوسان‌ساز بیس-زمین‌شده (به انگلیسی: grounded-base oscillator) شناخته می‌شود.

## عملکرد مدار
مدار نوسان‌ساز کلاسیک باتلر یک مدار دو طبقه با دو طبقه ناوارون‌ساز، یک طبقه بیس زمین‌شده و یک طبقه امیتر پیرو است. کریستال به صورت سری در مسیر فیدبک کلی قرار می‌گیرد.

مدار معادل AC

شکل مدرن‌تر و رایج‌تر این مدار، فقط از طبقهٔ امیتر پیرو استفاده می‌کند. این مدار را می‌توان با در نظر گرفتن آن به‌صورت یک مدار AC معادل با سه بخش، تحلیل کرد. امیتر پیرو یک تقویت‌کننده بدون تغییر فاز تشکیل می‌دهد. سپس کریستال و خازن بارگذاری آن یک شبکه با تأخیر فاز تولید می‌کنند و به دنبال آن شبکه LC مدار تانک رزونانس (تشدید) قرار می‌گیرد. سپس این یک پیش فاز تولید می‌کند که در مجموع معیارهای بارک‌هاوزن برای خودنوسانی را برآورده می‌کند.
مدار باتلر یک نوسان‌ساز تیون‌شده (تنظیم‌شده) یا نوسان‌ساز آزاد است. اگر کریستال به‌طور موقت با یک مقاومت کم مقدار جایگزین شود، مدار همچنان تقریباً در فرکانس طراحی مدار تانک نوسان خواهد کرد. این امر امکان راه‌اندازی و تنظیم اولیه مدار را بدون کریستال فراهم می‌کند و همچنین انتخاب هارمونیک کریستالی صحیح را تسهیل می‌کند. برای جلوگیری از نوسان مدار در رزونانس قوی فرکانس پایه (اصلی) کریستال، می‌توان یک سلف کوچک را به صورت موازی با کریستال قرار داد.
هر دو مدار نوسان‌ساز پیرس و کولپیتس که بیشتر شناخته شده‌اند را می‌توان به عنوان مشتقات باتلر در نظر گرفت. 

## برای مطالعهٔ بیشتر
- Carr, Joe (September 1999), "Crystals Made Clear I", Electronics World: 780–783
- Carr, Joe (October 1999), "Crystals Made Clear II", Electronics World: 849–855
- US 6741137, Sibrai, Andreas & Kurt Fritzwenwallner, "High quality serial resonance oscillator", published 6 January 2003, issued 25 May 2004
- US 3996530, Feistel, Claude Herbert & Theodore Gianos, "Butler oscillator", published June 30, 1975, issued Dec 7, 1976,  assigned to International Business Machines Corporation